# コマツビル
コマツビルは、東京都港区赤坂2丁目にある建築物である。建設機械メーカーの小松製作所が本社機能を置く。

## 建築
外堀通りと六本木通りが交差する溜池交差点角に位置し、隅切りされた五角形の敷地に建つ。中山克己と増沢洵が共同で設計し、白亜の大理石張りの外壁と、彫りの深い六角形の窓が特徴的である。窓は三分割され、内側から見て右側の部分のみ開閉できる。外壁の大理石はギリシャ産で、エントランスホールなどの内装はパキスタン産のグリーンオニキスが使われている。地下は商店街、1階はりそな銀行と小松ビル内郵便局が入る。2階は当初計画では映画館が入る予定であったため、豪華な内装となっている。外壁はカーテンウォール構造ではなく耐力壁であり、室内の梁丈を減少させている。
屋上には竣工当初より桜庭園が造られ、屋上庭園は2001年と2003年に拡張された。日本花の会により管理され、金曜の午後には一般の見学が可能な時間が設けられている。塔屋には竣工当初より実物の4倍のブルドーザーのオブジェがあった。このオブジェは1991年に撤去されたが、2001年には40本の角柱で構成されたモニュメントが設置されたが後年に撤去され、現在はシンプルなデザインの看板となっている。
本ビルの建設においては、当時の小松製作所社長の河合良成の意向が随所に取り入れられた。大理石の多用、屋上の桜の庭園や、ブルドーザーのオブジェも河合の発案である。エントランスホール内には河合の銅像が建立されている。
小松製作所は2023年4月に、本ビルの建て替え事業を2024年1月から着手する旨を発表した。新たなビルは地下2階・地上10階建てで、2026年9月の竣工を予定している。建て替え中は海岸一丁目の汐留ビルディングに一時的に本社機能を移す。

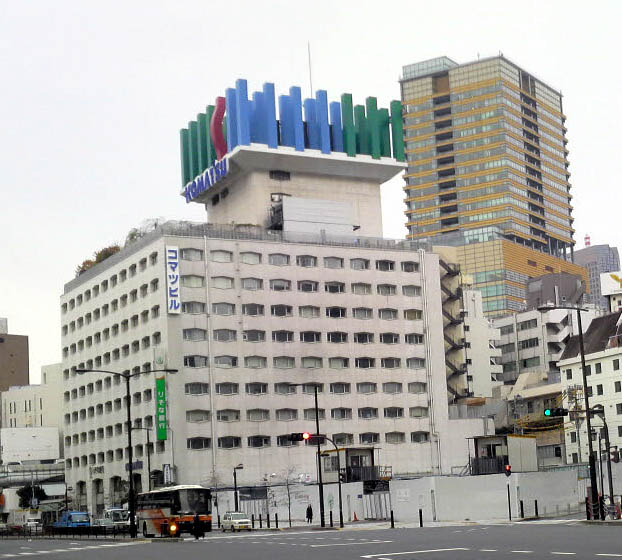
2009年のコマツビル。塔屋には「いのちとそれを取巻く環境」をイメージしたモニュメント
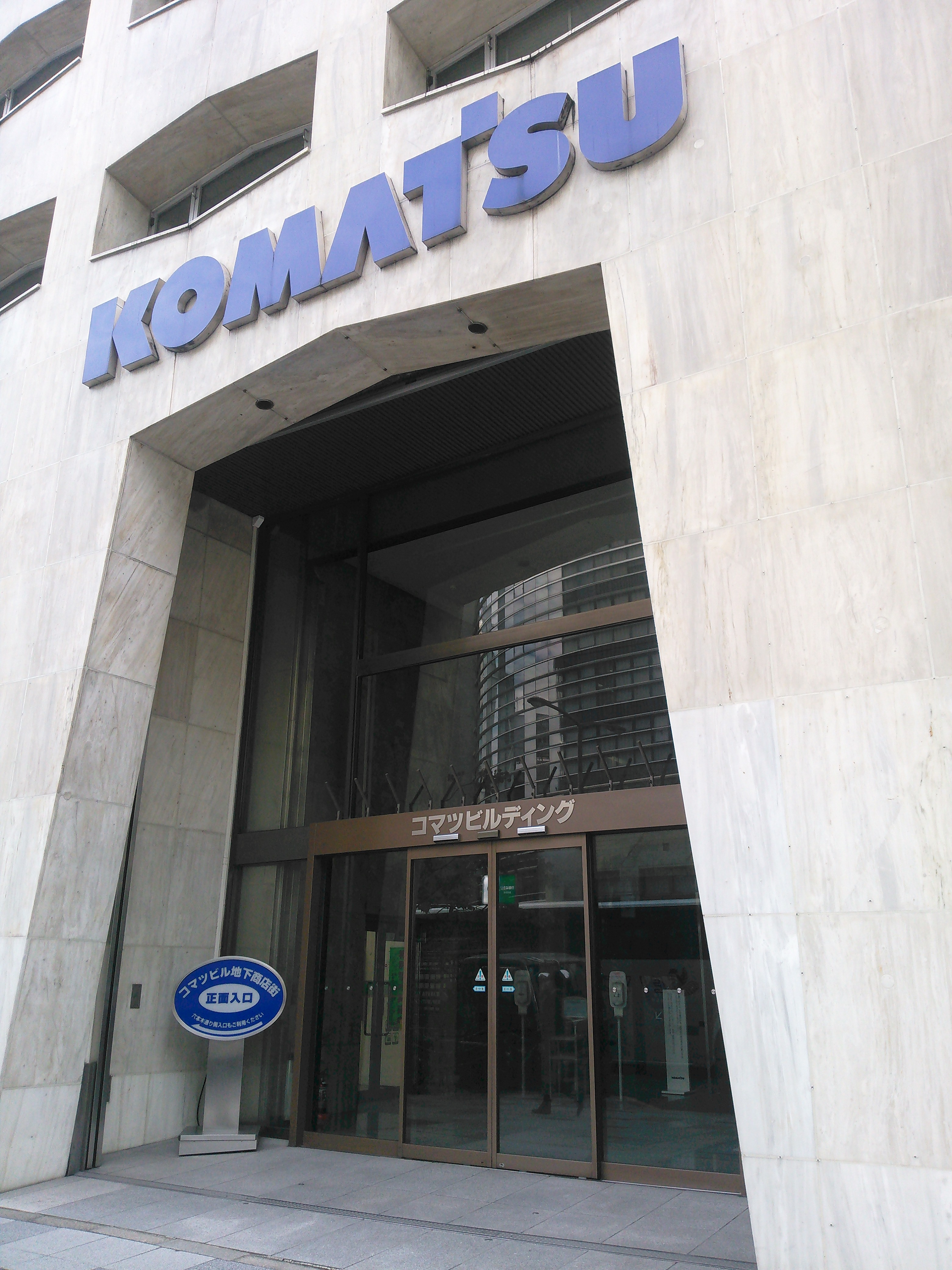
エントランス部の意匠